# Colonides collegii
Colonides collegii är en skalbaggsart som först beskrevs av August Reichensperger 1923.  Colonides collegii ingår i släktet Colonides och familjen stumpbaggar.

## Underarter
Arten delas in i följande underarter:
- C. c. collegii
- C. c. guyanensis